# Косская и Нисиросская митрополия
Ко́сская и Ниси́росская митропо́лия (греч. Ιερά Μητρόπολις Κώου και Νισύρου) — епархия Константинопольской православной церкви на островах Кос и Нисирос в составе Додеканесского архипелага в Греции.

## История
Косская епархия была создана в 325 году, около 1300 года она стала архиепархией.
После 1314 года (когда остров заняли мальтийские рыцари) епархия была упразднена, и восстановлена в 1523 году (при турках).
11 апреля 1838 года архиепархия становится митрополией.
В 2004 году остров Нисирос был передан из Родосской епархии.

## Епископы
- Мелифрон (упом. 325)
- Едесот (упом. 343 — упом. 344)
- Юлиан (упом. 448 — упом. 451)
- Дорофей (упом. 518)
- Георгий (упом. 680 — упом. 681)
- Константин (упом. 879)
- Афанасий I (XXI век)
- Герасим I (упом. 1330)
- Никандр (? — 1584)
- Дионисий (упом. 1590)
- Иаков (? — 1595)
- Гавриил (1596—1616)
- Христофор (1 января 1616—1625)
- Антоний (ноябрь 1625—1626)
- Серафим (1626—1638)
- Иоаким I (январь 1638 — ?)
- Косьма (1648 — ?)
- Захария I (1660 — ?)
- Макрий (1670 — ?)
- Кирилл I (1701—1720)
- Неофит (1720—1748)
- Мелетий I (22 августа 1748 — 27 марта 1761)
- Феоклет (27 марта 1761—1763)
- Мелетий II (1763—1765)
- Иосиф (1766—1768)
- Каллиник I (1768—1774)
- Парфений (1774—1790)
- Захария II (1790—1801)
- Герасим II (март 1801—1838)
- Кирилл II (март 1838 — июль 1840)
- Синесий (июль 1840—1842)
- Кирилл III (1842—1843)
- Панкратий (июль 1843 — 23 июля 1853)
- Кирилл IV (25 июля 1853 — март 1867)
- Герман (Кавакопулос) (10 марта 1867 — 19 февраля 1876)
- Мелетий III (19 февраля 1876 — сентябрь 1885)
- Павел (Симеонидис) (14 октября 1885 — июнь 1888)
- Афанасий (Николаидис) (июнь 1888 — 1 июня 1893)
- Каллиник (Палаиокрасас) (1 июня 1893 — 12 февраля 1900)
- Иоахим (Ваксеванидис) (17 февраля 1900 — 14 февраля 1908)
- Никодим (Комнин) (19 февраля — 31 июля 1908)
- Агафангел (Архитас) (31 июля 1908 — 24 июля 1924)
- Эммануил (Карпафиос) (1 марта 1947 — 23 мая 1967)
- Нафанаил (Дикайос) (23 мая 1967 — 14 августа 1979)
- Иезекииль (Цукалас) (16 сентября 1979 — 14 декабря 1982)
- Емилиан (Захаропулос) (14 декабря 1982 — 23 февраля 2009)
- Нафанаил (Диакопанайотис) (с 8 марта 2009)